# Еллен Коой
Еллен Коой (нід. Ellen Kooi, 11 липня 1962, Леуварден, Фрісландія, Нідерланди) — голландська художнця та фотограф, живе та працює в місті Гарлем. Найбільш відома своїми постановочними фотографіями, що поєднують пейзажі Голландії та постаті в традиціях живописців Золотої доби голландського живопису (як-от Ян Вермер Дельфтський), Пітера Брейгеля Старшого, Йоахіма Патініра й Ієроніма Босха.

## Біографія
Еллен Коой народилася у 1962 році у Леувардені. Рання творчість Коой надихалася її малою батьківщиною. Тривалий час вона проживала у новому районі масової забудови на околиці міста. Високі багатоквартирні будинки переходили до розташованого поблизу села. У ясний день на морі було видно маяки фрисландських островів. Ці образи та теми стали найважливішими у творчості фотографа. Її батько пояснив дочці деякі принципи фотографії: світло, роботу з об'єктивами та витримку. З 1981 до 1987 рік вона навчалася живопису та педагогіки в Академії витончених мистецтв Мінерви у Гронінгені. Потім Еллен Коой вступила до аспірантури Національної академії образотворчих мистецтв в Амстердамі, де навчалася з 1993 до 1994 рік. Тут вона почала сприймати образотворче мистецтво як філософський пошук та художнє освоєння навколишнього світу. Еллен Коой не здобула професійної освіти фотографа.
Її роботи були придбані Музеєм Франса Галса у Гарлемі, Музеєм Фріс у Леувардені та Міністерством закордонних справ Нідерландів, колекцією Hermès у Люксембурзі та Колекцією сучасного мистецтва корпорації Борусан у Туреччині… Її роботи знаходяться також у приватних колекціях. Персональні виставки фотографа відбулися в Сан-Франциско, Мадриді, Нью-Йорку та Парижі, Тулузі, Брюсселі та інших містах.
Музей «Московський дім фотографії» представив ретроспективу творчості фотографа в галереї сучасного мистецтва «RuArts» (На Шостому міжнародному місяці фотографії в Москві «Фотобієнале-2006»). Виставку представила Галерея Торч (Амстердам, Нідерланди), за підтримки Посольства Королівства Нідерландів у Росії.

## Особливості творчості
Свою кар'єру Коой починала як театральний фотограф, жваво цікавилася хореографією, тому дотепер вона часто використовує свої моделі як режисер артистів. Пізніше вона говорила, що театр і природа існували на початку кар'єри фотографа окремо один від одного, при цьому пейзажна фотографія все ще сприймалася аудиторією виключно як документальна, а не постановочна, тому їй спало на думку перенести театральну виставу та специфічну манеру гри театрального актора із замкнутого приміщення на природу. Панівною у її творчості стала тема самотності людини серед навколишнього ландшафту чи інтер'єру. Її композиції змішують реальність, фантазію та символіку, природне та штучне світло, ландшафти та людські постаті, які часто ставлять під сумнів гармонію навколишньої природи.
Фотограф захоплена голландськими пейзажами, намагаючись сфотографувати їхню мінливість, викликану приморським розташуванням її рідних ландшафтів. Сюжети фотографій розігруються як театральна п'єса. Несвідоме та підсвідоме сусідять на них у постійному та нескінченному русі. За допомогою цифрової обробки Коой створює сюрреалістичне бачення на основі реального пейзажу. Фігури в ньому присутні в найнеймовірніших позиціях і ситуаціях. Так у знімку «Амерсфорт — ноги» (нід. Amersfoort — Benen, 1998) ноги дитини вростають у землю. На фотографії «Гемстеде — пагорб» (нід. Heemsteede — Heuvel, 2003) блискавки під час грози змушують хлопчика, віддаючись її силі, повільно падати назад.
Знімки Еллен Коой, засновані на клоунаді та гуморі, зачаровують глядача театральною естетикою, що занурює його в чужий повсякденний світ. Фотографії нагадують мистецтвознавцям голландські картини XVII століття. Сама фотограф говорить про бажання викликати невизначеність, плутанину та розбіжність думок (на її фотографіях люди висять на деревах або зігнуті як міст), у її світі поєднується одночасно група протилежних емоцій: здивування, радість, комфорт, страх.
Фотографії Еллен Коой легко впізнавані. Це типово голландські пейзажі (навіть якщо вони насправді зняті в Лос-Анджелесі або Лісабоні), зняті найчастіше панорамно, в них присутні діти, дівчата та чоловіки, одягнені в стандартний європейський одяг на межі XX—XXI століть. Разом з тим композиції її знімків видаються екзотичними. Пейзаж наче зачарований. Її фотографії не є відтворенням реальності, вони, навпаки, є щоразу символічною сценою, знятою і надрукованою в дуже великому форматі. На фотографіях Еллен Коой завжди є якась таємниця, яку повинен розкрити глядач. Ландшафт Еллен Коой зазвичай має низьку лінію обрію з величезним небом вгорі. Це небо дуже рідко буває чистого блакитного кольору. Фотограф передає рожеве згасання вечора, бліде сяйво світанку. Вона поєднує денне світло зі штучним освітленням від настільної лампи або вуличного ліхтаря, часто додає власні джерела світла. Фотографія ніколи не розрахована на відкрите шокування глядача, не є нав'язливою, ґрунтується на тонких нюансах.
У 2011 році Еллен Коой створила фотографію дівчини, яка стоїть на колінах біля краю ставка в Спаарндамі (біля Гарлема). Названа «Спаарндам — хмари» (нід. Spaarndam — Wolken, 2011, 65 x 168 і 85 x 220 сантиметрів), вона сфотографувала їх відбиття у воді. Це звичні для цього регіону хмари на синьому небі. На знімку вода утворює петлю, подібну до чарівного кола, в центрі — рожевий острівець рослинності, на передньому плані — трава та квіти, очерети, на задньому плані — дванадцять блакитних качок. Дівчина на передньому плані молода, з рудим волоссям. Вона не дивиться в об'єктив фотографа, її погляд і рух спрямовані на те, що лежить на воді. Незрозуміло, що вона робить. Можливо, вона тягнеться до хмар, що відбиваються у ставку. Фотографія не розповідає історію, залишаючи місце для уяви глядача. Від маленьких квітів на передньому плані до дерев з іншого боку ставка зображення однаково чітке, що суперечить законам оптики. Ця виняткова глибина різкості показує більше, ніж насправді може побачити людське око. Глядач може багато побачити на фотографії «Спаарндам — хмари», але багато чого у ній не розуміє. При вдумливих роздумах над нею виникає більше питань, аніж відповідей. Еллен Коой розповідає, що її вразило це місце. Вода з відбиттям хмар тут виглядала прозорою та глибокою. Фотограф часто поверталася сюди, шукала слушний час, щоб зробити знімок. Коой використала як модель свою юну сусідку. За світло відповідав чоловік фотографа Саймон Гарден. Він використав штучне освітлення, щоб дівчина добре виділялась на фоні неба та його відбиття у воді. Фотографія — результат детальної та ретельно продуманої режисури. Коой говорила:
«ефект буде залежати від багатьох дрібниць. Як у фотографії, так і в танці, найдрібніший нюанс має першочергове значення. Ця послідовність деталей, яка викликає у глядача довіру… Ця фотографія — не унікальне зображення, насправді, це композиція кількох фотографій, з'єднаних цифровими технологіями. Таким чином, можна отримати ефект, уникаючи спотворень…»— Йоган де Вос. Експатріація у нідерландському пейзажі
Фотограф володіє мистецтвом створення глибини зображення, використовуючи, зокрема, панорамну перспективу, утворену доріжками, каналами або рядами дерев, що сходяться на лінії горизонту. Коой використовує аналогову фотографію та кольоровий негатив, багато років співпрацює з Андре Беувінгом (нід. Andre Beuving), який друкує її роботи, позитив, як правило, — результат їхньої спільної роботи.
Еллен Коой надає великого значення імпровізації. Особливо це стосується роботи з дітьми, де повний контроль, на думку фотографа, неможливий та не потрібен. Одна з найбільш відомих фотографій «Сибіліні — обідок» (нід. Sibilini — Rim, 2006, 120 x 120 і 90 x 90 сантиметрів), що відобразила політ дівчинки у високому стрибку на тлі хмар, стала символом свободи і радості.Фотограф відмітила в інтерв'ю вплив на свою творчість кінематографа (Девід Лінч), сучасного балету (творчості Їржі Киліана та Яна Фабра), а також драматургії А. П. Чехова, спогадів дитинства та досвіду вивчення живопису в юності. У свою чергу іспанського балетмейстера Фернандо Ернандо Магадана надихнули фотографії Еллен Коой на один із своїх балетів у Нідерландському театрі танцю у 2008 році. Фотограф писала про цю фотографію «Сваммердам — теплиця» (нід. «Zwammerdam — kas», 2005, 90 x 175 и 77 x 150 сантиметрів):
«на ній негостинна сільська місцевість Голландії. У центрі маленька теплиця, в який горить світло та стоїть людина. У цій декорації щось дуже зворушливе: з одного боку — холод, з іншого боку — захищена атмосфера, яке надає будівля, однак воно дуже тендітне. Які, думала я, таємниці ховаються у ньому? Коли людина починає відносини, можна сподіватися, що вони повинні бути вічними, „вічнозеленими“, — знову відсилання на теплицю з рослинами. Проте, далеко не всі відносини між людьми підтримуються тривалий час»— Балетмейстер Паскаль Тузо 26—28 червня 2012 
Еллен Коой не прагне створити велику кількість фотографій. До 2012 року вона представила публіці лише шістдесят знімків, створених з 1997 року. Творчість Коой з значно більшим інтересом сприймається критиками у Франції й Іспанії, ніж у Нідерландах. У фотографа дозрів задум фільму, але він так і не був реалізований. Вона писала: «Я хочу, щоб люди були зворушені моїми фотографіями та відчули щось знайоме. Нехай вони побачать не тільки красу, але також і трагізм, який залишається прихованим під тонким шаром буденності, в який ми занурені».

## Великі фотопроєкти
Деякі пізні фотороботи Еллен Коой об'єднані у цикли. Серед них:
- «Фантастичний Лілль», 2012. Замовлення для проєкту «Фантастика, Лілль 3000» — чотири фотографії, зроблені на вулицях Лілля.
- «Місто Занстад», 2012, 49 зображень. Панорамна фотосерія, зроблена Еллен Коой для міста Занстад, фотографії розміщені в інтер'єрі Нової ратуші на постійній основі.
- «Посольство Нідерландів» у Брюсселі, 2010. У 2010 році Посольство Нідерландів у Брюсселі замовило Еллен Коой фотографії для посольства у Брюсселі, щоб розмістити на шостому та сьомому поверхах — портрети дітей на тлі пейзажу. Кожен із них має особливий темперамент і пильно дивиться на глядача (державних службовців та бізнесменів, які приходять сюди або працюють у самому посольстві).
- «De Key», 2008. Замовлення для клубної асоціації ресторанів De Key в Амстердамі.

## Альбоми фотографій
Еллен Коой у різний час опублікувала п'ять альбомів своїх фотографій:
- «Undertones», 25 colour reproductions, essays by Juan Curto Vivas. — Centro de Arte Alcobendas, 2015. — 53 с. — ISBN 978-84-94-1906-9-8.
- «Out of Sight», 35 colour reproductions, essays by Bernard Marcelis and Frits Gierstberg. — Filigranes, 2010. — 80 с. — 1800 прим. — ISBN 978-2-35046-198-4.
- «Within from Without», 30 colour reproductions, essays by Rafael Doctor Roncero, Catherine Somzé, Menchu Gutiérez and Octavio Zaya. — Actar-D, 2008. — 188 с. — ISBN 978-84-96917-24-8.
- Focus Locus Oude Rijn — in de wereld van Ellen Kooi. «Along the old Rhine with Ellen Kooi», assignment publication / booklet. — Utrecht : Uitgeverij Aprilis, 2005. — ISBN 90-5994-090-3.
- «Out There», 29 colour reproductions, essays by Martine Schneider — Speller and Jhim Lamoree. — Beaumont Public, 2005. — 74 с. — ISBN 2-919925 72-5.